# The Mall (Cleveland)
The Cleveland Mall es un parque público ajardinado en el Downtown de la ciudad de Cleveland, en el estado de Ohio (Estados Unidos). Es uno de los ejemplos más completos del diseño City Beautiful en los Estados Unidos y es un sitio histórico que figura en el Registro Nacional de Lugares Históricos.

## Historia
The Mall fue concebido como parte del Plan de Grupo de 1903 por Daniel Burnham, John Carrère y Arnold Brunner como un vasto espacio público flanqueado por los principales edificios cívicos y gubernamentales de la ciudad, todos construidos en estilo neoclásico. Muchos de esos edificios se construyeron durante las siguientes tres décadas, incluido el Palacio de Justicia de Metzenbaum (1910), el Palacio de Justicia del Condado de Cuyahoga (1912), el Ayuntamiento de Cleveland (1916), el Auditorio Público (1922), el edificio principal de la Biblioteca Pública de Cleveland (1925), y el edificio de la Junta de Educación de las Escuelas Públicas de Cleveland (1931). Otros edificios incluyen Key Tower, el Centro Global para la Innovación en Salud, el Hilton Cleveland Downtown Hotel y el Banco de la Reserva Federal de Cleveland.

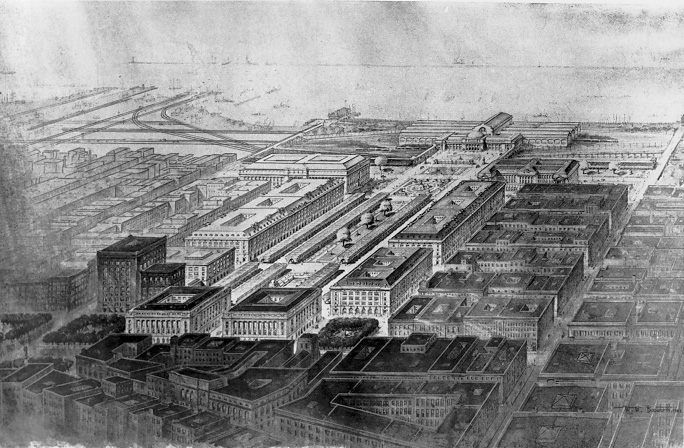
El Group Plan de 1903

En el espíritu del movimiento City Beautiful, las áreas anteriormente sórdidas se transformaron en un "magnífico centro cívico”, que se suponía que estaría coronado por Union Terminal en el extremo norte del centro comercial, a orillas del lago Erie. Sin embargo, la ubicación de la estación finalmente se trasladó al sur y al oeste, a Public Square, donde finalmente nació como Terminal Tower. Si bien el plan nunca se llevó a cabo en su totalidad, fue uno de los pocos planes de City Beautiful que se realizó en gran medida y sigue siendo uno de los ejemplos más completos del país. The Mall se agregó al Registro Nacional de Lugares Históricos en 1975. 
The Mall está dividido en tres secciones, conocidas como Malls A, B y C. El Mall A, el más al sur, se llama oficialmente Veterans 'Memorial Plaza, y el Mall C se inauguró como Strawbridge Plaza en 2003. El Memorial Plaza, entre las avenidas Rockwell y St. Clair, es el sitio de la Fountain of Eternal Life de Marshall Fredericks. El Centro de Convenciones de Cleveland se construyó debajo de los Malls B y C en 1964. En 2010, el condado compró el centro de convenciones subterráneo a la ciudad como parte de un proyecto para reconstruirlo por completo junto con la construcción del Centro Global para la Innovación en la Salud y el hotel Hilton Cleveland Downtown en el antiguo sitio del edificio administrativo del condado de Cuyahoga frente al Mall. B. El nuevo Centro de Convenciones Huntington de Cleveland abrió en 2013 y tiene conexiones subterráneas con el Auditorio Público y el Centro Global para la Innovación en Salud. El Hilton abrió oficialmente en junio de 2016. Mall B y Mall C reabrieron después de la construcción como áreas predominantemente cubiertas de hierba, con Mall B alcanzando 8 m sobre el nivel de la acera sobre la entrada al Centro de Convenciones de Cleveland a lo largo de Lakeside Avenue.

## Arte público
Cleveland Public Art patrocinó una serie de instalaciones temporales de arte público en Mall B. En 2004, el artista de Nueva York Brian Tolle instaló For the gentil wind doth move Silently, invisiblely. El trabajo presentaba ocho urnas neoclásicas de espuma de poliestireno de nueve pies de altura colocadas sobre pedestales, deformadas para reflejar los datos reales del viento recopilados del lago Erie. Las esculturas fueron retiradas en 2006. En mayo de 2008, Peter North y Alissa North de North Design Office en Toronto instalaron una obra titulada The Verdant Walk. Contó con plantaciones de pastos nativos y siete esculturas cubiertas de tela. Las esculturas se iluminaron por la noche a través de un sistema LED de energía solar. Permanecieron en su lugar hasta 2010.
Después de la reconstrucción del Mall, la escultura City of Light de Stephen Manka se instaló en el Mall B. La escultura de acero iluminada se creó para los Juegos Nacionales para Personas Mayores de 2013. Manka lo describió con la intención de "simular las llamas de los juegos clásicos con un lavado de luz programable" y "parte pétalo de una flor, parte turbina de servicio pesado".